# Takahiro Shimada
Takahiro Shimada (jap. 島田 貴裕, Shimada Takahiro; * 9. Februar 1965 in der Präfektur Osaka) ist ein ehemaliger japanischer Fußballspieler.

## Karriere
Shimada erlernte das Fußballspielen in der Schulmannschaft der Naniwa High School und der Universitätsmannschaft der Osaka University of Health and Sport Sciences. Seinen ersten Vertrag unterschrieb er 1987 bei Matsushita Electric. Der Verein spielte in der zweithöchsten Liga des Landes, der Japan Soccer League Division 2. 1987/88 wurde er mit dem Verein Vizemeister der Division 2 und stieg in die Division 1 auf. 1990 gewann er mit dem Verein den Kaiserpokal. Mit Gründung der Profiliga J.League 1992 und der damit verbundenen Neuorganisation des japanischen Fußballs wurde der Matsushita Electric zu Gamba Osaka. Für den Verein absolvierte er 174 Erstligaspiele. Ende 1997 beendete er seine Karriere als Fußballspieler.

## Erfolge
Matsushita Electric
- Kaiserpokal

Sieger: 1990